# Hombrechtikon
Hombrechtikon é uma comuna da Suíça, no Cantão Zurique, com cerca de 7.715 habitantes. Estende-se por uma área de 12,19 km², de densidade populacional de 633 hab/km². Confina com as seguintes comunas: Bubikon, Freienbach (SZ), Grüningen, Jona (SG), Oetwil am See, Rapperswil (SG), Stäfa.
A língua oficial nesta comuna é o Alemão.